# Albanezii din Ucraina

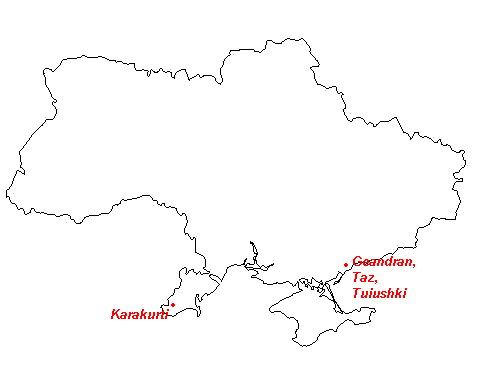
Așezările albaneze din Ucraina

Etnicii albanezi din Ucraina sunt un grup minoritar localizat în patru sate din Ucraina, unde formează o majoritate semnificativă a populației. Ei au părăsit districtul Korçë în secolul al XVIII-lea de frica persecuțiilor otomane și s-au stabilit în Bulgaria. Mai târziu, în secolul al XIX-lea, o parte dintre albanezi s-au mutat pe teritoriul actual al Ucrainei. 
Comunitatea albanezilor din Ucraina se numește Shqipetar.

## Localizare și număr
În Ucraina, numărul albanezilor este estimat la aproximativ 5.000. Etnicii albanezi sunt majoritari în patru sate din Ucraina de astăzi: satul Caracurt din raionul Bolgrad (Regiunea Odesa) și satele Geandran (astăzi Hamivka), Taz (Divninske) și Tuiușki (astăzi Heorhiivka) din raionul Priazov (Regiunea Zaporijjea).

## Istoric
Stabilirea albanezilor pe teritoriul actual al Ucrainei este pus în legătură cu războiul ruso-turc din 1768-1774. În timpul acestui război, albanezii creștini-ortodocși s-au răsculat împotriva Imperiului Otoman, sprijinindu-i pe ruși. După înăbușirea rebeliunii albaneze de către turci, o parte dintre rebeli s-au alăturat flotei rusești în Bătălia navală de la Çeșme (5-7 iulie 1770). La sfârșitul războiului, de frica represaliilor otomane, circa 1.700 luptători albanezi și familiile lor s-au stabilit în Imperiul Rus, în imediata apropiere a orașelor Kerci și Enikale din Peninsula Crimeea. 
Pentru a-și consolida stăpânirea asupra Basarabiei, încă de la începuturile ocupației militare a acestui teritoriu în timpul războiului ruso-turc din 1806-1812, autoritățile țariste ruse au sprijinit stabilirea în sudul Basarabiei a familiilor de imigranți bulgari, găgăuzi și albanezi din sudul Dunării, aceștia primind terenuri și scutiri de impozite pe 10 ani. 
Prima comunitate de coloniști albanezi s-a stabilit pe teritoriul actual al Ucrainei la începutul secolului al XIX-lea. Ei proveneau din actualele districte Pogradec și Korçë, aflate astăzi în sud-estul Albaniei (zonă cunoscută ca Toskeria, deoarece acolo se vorbea dialectul Tosk al limbii albaneze). Ca urmare a faptului că erau persecutați de turci, albanezii au fugit din țara lor, traversând Grecia, estul Bulgariei, Dobrogea și stabilindu-se în Basarabia (parte a Principatului Moldovei aflată sub ocupația militară rusească). 

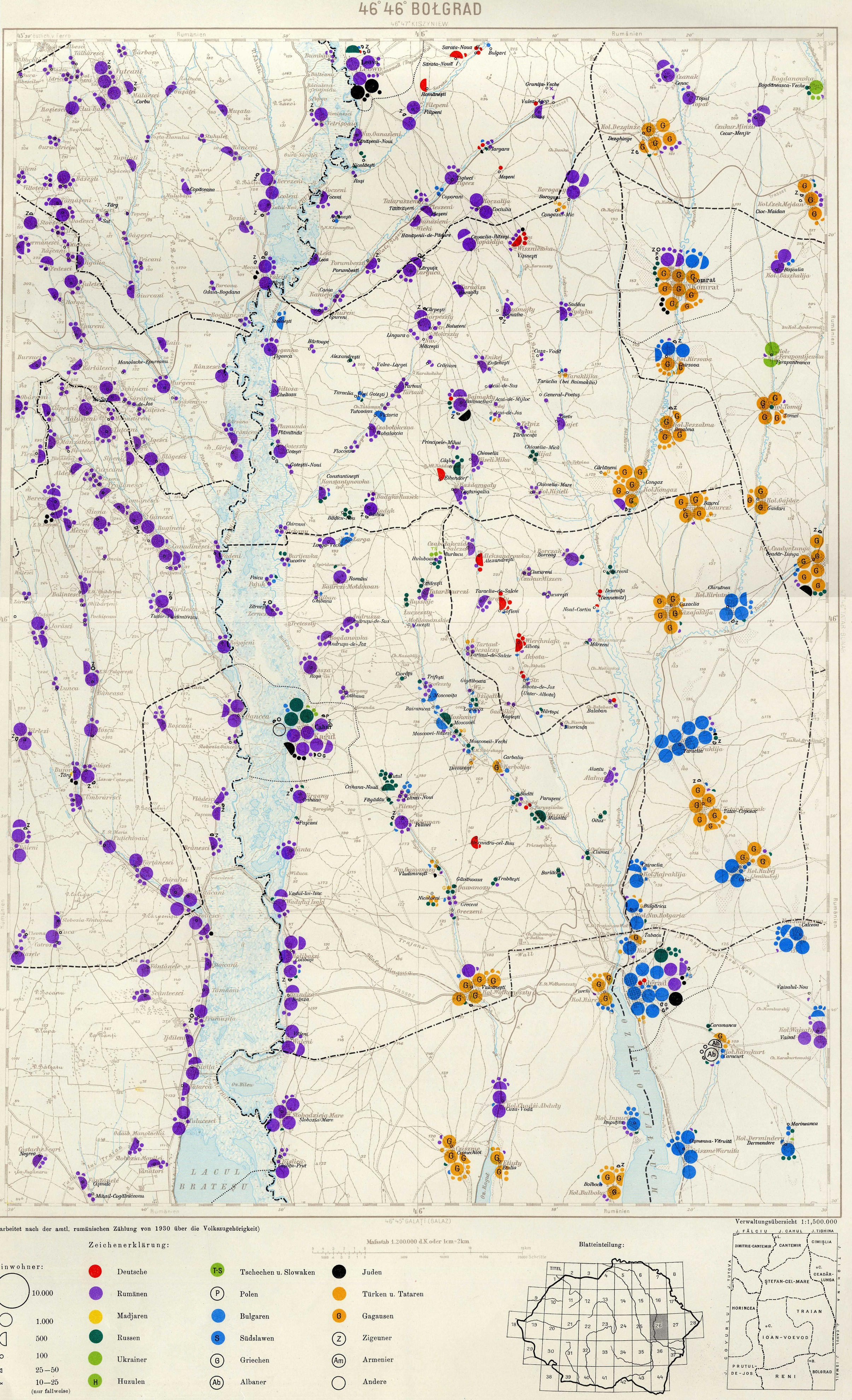
Harta etnică a împrejurimilor orașului Bolgrad realizată pe baza rezultatelor recensământului din 1930. La sud-est de Bolgrad se află satul Caracurt, unde au fost numărați 1.754 albanezi, adică 62,4% din populația localității

În anul 1811 coloniștii albanezi (așa-numiții arnăuți) ce proveneau din Turcia (din sudul Albaniei de astăzi) au fondat satul Caracurt, aflat astăzi în raionul Bolgrad din regiunea Odesa. Ulterior s-au stabilit acolo și coloniști găgăuzi și bulgari, dar albanezii au continuat să fie majoritari. 
Între anii 1861-1862, mai mulți săteni au plecat înspre est și au format sate noi de albanezi pe teritoriul raionului Priazov din regiunea Zaporijjea: Tuiușki (astăzi Heorhiivka), Geandran (astăzi Hamivka) și Taz (Divninske). Teritoriul populat de albanezi era situat la aproximativ 10 km de coasta Mării Azov. Ei au primit acolo terenuri din partea autorităților ruse.
În decursul timpului, mulți albanezi din Imperiul Rus au fost asimilați de populațiile greacă, rusă sau ucraineană din aceste zone. În anul 1958 au fost numărați 5.258 albanezi în întreaga Uniune Sovietică. Numărul lor a scăzut la 4.402 după cum a atestat recensământul sovietic din 1970. 
Limba vorbită astăzi în cele patru sate fondate de coloniștii albanezi este un amestec între dialectul Tosk al limbii albaneză și limba rusă. Deși se află la mii de kilometri de țara lor, albanezii din Ucraina și-au păstrat straiele și trăsăturile distinctive. Locuitorii din aceste sate se declară ca fiind albanezi. 
Albanezii din Ucraina nu dispun de profesori de limba albaneză și riscă să-și piardă tradițiile. Albanezii au păstrat fotografiile vechi și costumele vechi de aproape două secole, din perioada în care s-au stabilit aici.

## Albanezi renumiți din Ucraina
- Palina Kostandini - bibliotecară
- Radion Pandora - jurist
- Ivan Karmyelyev - primar timp de 15 ani
- Petre Popov - ofițer
- Vitor Stamat - specialist în turism, președinte al Asociației ucrainene "Iliria"